# Joscha Wosz
Joscha Wosz (né le 20 juillet 2002) est un footballeur professionnel allemand qui joue au poste de milieu de terrain pour le Hallescher FC.

## Biographie

### Carrière en club
Wosz commence sa carrière de jeune au Hallescher FC, avant de rejoindre le centre de formation du RB Leipzig en 2015. Il fait ses débuts professionnels pour Leipzig en Bundesliga le 3 octobre 2020, entrant en jeu à la 83e minute à la place d'Angeliño contre Schalke 04, lors d'une victoire à domicile 4 à 0.
Le 21 janvier 2022, il retourne au Hallescher FC dans le cadre d'un prêt de six mois.
Le 29 août 2022, il signe gratuitement au SC Verl.
Le 5 juin 2024, Wosz est de nouveau transféré au Hallescher FC.

### Carrière internationale
Wosz compte deux apparitions pour l'équipe d'Allemagne des moins de 17 ans, en 2018.

## Vie privée
Joscha Wosz est le neveu de l'ancien footballeur Dariusz Wosz.